# Echinothambema
Echinothambema är ett släkte av kräftdjur. Echinothambema ingår i familjen Echinothambematidae.
Kladogram enligt Catalogue of Life:
| Echinothambema | \| \| Echinothambema aculeata \| \| \| \| \| \| Echinothambema argentinensis \| \| \| \| \| \| Echinothambema ophiuroides \| \| \| \| |
|                | \| \| Echinothambema aculeata \| \| \| \| \| \| Echinothambema argentinensis \| \| \| \| \| \| Echinothambema ophiuroides \| \| \| \| |
|                | Vemathambema |
|                | |
|                | Echinothambema aculeata |
|                | |
|                | Echinothambema argentinensis |
|                | |
|                | Echinothambema ophiuroides |
|                | |

|  | Echinothambema aculeata      |
|  |                              |
|  | Echinothambema argentinensis |
|  |                              |
|  | Echinothambema ophiuroides   |
|  |                              |